# Embser Mühlengraben
Der Embser Mühlengraben ist ein etwa 15 Kilometer langer, linker Zufluss der Wümme. Er mündet in Fischerhude in den Wümme-Südarm.

## Verlauf
Der Embser Mühlengraben entspringt in einem Quellmoor östlich des Achimer Ortsteils Borstel. Er verläuft zunächst in südwestliche Richtung, bevor er südlich von Borstel seine Laufrichtung nach Nordwesten ändert. Am Nordrand von Embsen ist der unterhalb von Laheit überwiegend in westliche Richtung verlaufende Graben, der hier teilweise auch als Borstel-Laheiter Abzugsgraben bezeichnet wird, zu einem früheren Mühlenteich aufgestaut. Diesen verlässt er nach Süden, um dann im Süden von Embsen eine Teilstrecke verrohrt nach Westen zu verlaufen. Am Ortsrand von Embsen tritt der Mühlengraben wieder zutage und verläuft nun relativ gradlinig in Richtung der Autobahn 27, der er dann weitgehend parallel nach Nordwesten folgt. Am Bremer Kreuz passiert er den Oyter See und unterquert dann die Autobahn 1. Anschließend folgt er wieder dem Verlauf der Autobahn 27 in nördliche Richtung und quert kurz darauf die Landesgrenze nach Bremen, bevor er zunächst die Güterumgehungsbahn Bremen und wenig später an der Anschlussstelle Bremen-Sebaldsbrück die Landesstraße 168 unterquert. Am Bultensee verläuft der Graben zwischen dem See und der Autobahn. Ab dem Zusammenfluss des Embser Mühlengrabens mit dem Osterholzer Sielgraben etwas unterhalb des Bultensees wird der Embser Mühlengraben auch als Deichschlot bezeichnet (manchmal auch „Deichschloot“ geschrieben). Kurz darauf folgt er dem Osterholzer Deich, der in den Hodenberger Deich übergeht, und ändert seine Laufrichtung nach Norden. Am Rand des Bremer Stadtteils Oberneuland unterquert er die Bahnstrecke Bremen–Hamburg und verläuft anschließend weiter parallel zum Hodenberger Deich bis zum Wehr am Südrand des Naturschutzgebietes „Borgfelder Wümmewiesen“. Unterhalb des Wehres verläuft er noch ein etwa 250 Meter langes Stück nach Nordosten und bildet hier zunächst die Grenze des Naturschutzgebietes „Borgfelder Wümmewiesen“, bevor er die Landesgrenze nach Niedersachsen quert und dabei in das Naturschutzgebiet „Fischerhuder Wümmeniederung“ eintritt. Kurz darauf mündet er von links in den Wümme-Südarm.

## Beschreibung
Der Embser Mühlengraben durchfließt zunächst als Grünland genutzte, landwirtschaftliche Nutzflächen, bevor er östlich von Borstel durch einen bewaldeten Bereich fließt. Bis Embser durchfließt der Graben dann überwiegend ackerbaulich genutzte Flächen, in denen er stellenweise von Gehölzen begleitet wird. Unterhalb von Embser verläuft er größtenteils unbeschattet durch landwirtschaftlich genutzte Flächen. Er wird hier von einem schmalen Gewässerrandstreifen begleitet. Ab dem Oyter See bis zum Bultensee wird der Embser Mühlengraben wieder weitgehend von Gehölzen begleitet. Entlang des Hodenberger Deichs wechseln dann von Gehölzen begleitete und unbeschattete Abschnitte. Die an Gewässerlauf angrenzenden Flächen werden landwirtschaftlich als Grünland oder Acker bewirtschaftet. In seinem Verlauf fließen dem Embser Mühlengraben zahlreiche der Entwässerung der landwirtschaftlichen Nutzflächen dienende Gräben zu. Etwas unterhalb des Bultensees mündet außerdem über ein Sielbauwerk der Osterholzer Sielgraben, der Niederschlagswasser aus dem Ortsteil Ellenerbrok-Schevemoor des Bremer Stadtteils Osterholz aufnimmt, in den Embser Mühlengraben. Neben der Entwässerung dient der Embser Mühlengraben auch der Bewässerung. So wird aus ihm in Bremen Wasser zur Versorgung des Holler Fleets und der Oberneulander Parks entnommen.
Der Embser Mühlengraben ist nahezu auf seinem gesamten Verlauf begradigt. Ab Ende der 1980er-Jahre wurden Abschnitte des Deichschlots durch die Anlage von Ausbuchtungen mit Flachwasserzonen und kleinen Inseln sowie die Abflachung der Böschungen renaturiert. Im Bereich und etwas oberhalb des Bultensees wurden Anfang des 21. Jahrhunderts drei zusammenhängende Abschnitte des Embser Mühlengrabens renaturiert. Beginnend mit dem Abschnitt zwischen Bultensee und Autobahn wurden die Uferbefestigung auf der östlichen Seite des Grabens entfernt, das Ufer abgeflacht und zwei Schleifen angelegt. Auf der südlich angrenzenden Renaturierungsfläche wurde der Verlauf des Grabens durch die Anlage von Schleifen verändert. Der frühere Hauptlauf wurde unterbrochen, so dass sich ein Altarm ausbilden konnte. Zur Strukturverbesserung und Erhöhung der Dynamik wurden Störsteine in den Gewässerlauf eingebracht. Auf einer weiteren Renaturierungsfläche, die sich südlich daran anschließt, wurde der Lauf des Gewässers auf etwa 200 Metern Länge verlegt und der frühere Hauptlauf unterbrochen. Entlang des Embser Mühlengrabens stocken im Bereich der Renaturierungsflächen Erlen. Teile der Flächen werden von Schilfröhrichten eingenommen, außerdem haben sich Hochstaudenfluren und Seggenriede ausgebildet.
Die Renaturierungsmaßnahmen wurden mit finanziellen Mitteln der Manfred-Hermsen-Stiftung und der Berninghausen-Stiftung unterstützt.
In Bremen wird ein Abschnitt des Embser Mühlengrabens am Osterholzer Deich und am Hodenberger Deich als Angelgewässer genutzt.